# This Present Darkness
This Present Darkness – minialbum metalowej amerykańskiej grupy Chimaira wydany 9 stycznia 2000 roku. Dwa utwory („Sphere” i „Painting The White to Grey”) zostały umieszczone na albumie Pass Out of Existence.

## Utwory
1. „This Present Darkness”
2. „Painting The White to Grey”
3. „Divination”
4. „Sphere”
5. „Lend a hand”
6. „Empty”
7. „Silence”
8. „Satan's Wizards”